# Guanahatabey
Os Guanahatabey (ou Guanajatabey) eram povos indígenas que viviam no oeste de Cuba na época do contato europeu. Estudos históricos e arqueológicos sugerem que os Guanahatabey eram caçadores-coletores arcaicos com uma língua e cultura distintas de seus vizinhos, os Taíno. É possível que fossem remanescentes de uma cultura anterior que se espalhou amplamente pelo Caribe antes da ascensão dos agricultores Taíno.

## Descrição
Referências históricas contemporâneas, em grande parte corroboradas por achados arqueológicos, situam o Guanahatabey no extremo oeste de Cuba, adjacente aos Taíno que vivem no restante de Cuba e no restante das Grandes Antilhas. O termo Guanahatabey não é necessariamente o termo com o qual a população se identificava antes da chegada dos colonizadores europeus, mas provavelmente uma adaptação baseada em seu entendimento limitado, semelhante ao termo Taíno. Na época da colonização europeia, eles viviam no que hoje é a província de Pinar del Río e em parte das províncias de Habana e Matanzas. Pesquisas arqueológicas da área revelam uma população arcaica de caçadores-coletores que habitam todo o arquipélago cubano. Ao contrário dos vizinhos Taíno, eles não praticavam agricultura em maior escala, mas subsistiam principalmente da horticultura de pequena escala, mariscos e forrageamento, e complementavam sua dieta com peixes e caça. Eles não tinham cerâmica e faziam ferramentas de pedras, conchas e ossos usando técnicas de moagem e talha lítica.
A língua dos Guanahatabey está perdida, exceto por um punhado de topônimos. No entanto, parece ter sido diferente da língua Taíno, pois o intérprete Taíno de Cristóvão Colombo não podia se comunicar com eles.
Como sítios arcaicos semelhantes que datam de séculos foram encontrados ao redor do Caribe, os arqueólogos consideram os Guanahatabey como sobreviventes tardios de uma cultura muito anterior que existia em todas as ilhas antes do surgimento dos Taíno agrícolas. Culturas semelhantes existiam no sul da Flórida aproximadamente na mesma época, embora pudesse ter sido simplesmente uma adaptação independente a um ambiente semelhante. Estudos genéticos de indivíduos relacionados à Era Arcaica em Cuba mostraram afinidades com a América do Sul e do Norte. É possível que os Guanahatabey tenham parentesco com os Taíno, mas há evidências de uma mistura genética no Haiti.

## História
Colombo visitou a região de Guanahatabey em abril de 1494, durante sua segunda viagem. A expedição encontrou os habitantes locais, mas seus intérpretes Taíno não conseguiram se comunicar com eles, indicando que falavam uma língua diferente. O primeiro uso registrado do nome "Guanahatabey" está em uma carta de 1514 do conquistador Diego Velázquez de Cuéllar; Bartolomé de las Casas também fez referência a eles em 1516. Ambos os escritores descreveram os Guanahatabey como habitantes primitivos das cavernas que comiam principalmente peixes. Os relatos são de segunda mão, evidentemente vindos de informantes Taíno. Estudiosos como William F. Keegan lançam dúvidas sobre esses relatórios, pois eles podem refletir lendas Taíno sobre o Guanahatabey em vez da realidade. Os espanhóis fizeram referências esporádicas ao Guanahatabey e a sua língua distinta no século XVI. Parecem ter desaparecido antes que qualquer informação adicional sobre eles pudesse ser registrada.

## Confusão com os Ciboney
No século 20, interpretações equivocadas do registro histórico levaram os estudiosos a confundir o Guanahatabey com outro grupo cubano, os Ciboney. Bartolomé de las Casas se referia aos Ciboney, e os arqueólogos do século 20 começaram a usar o nome para se referir à cultura que produziu os sítios cerâmicos de nível arcaico que encontraram em todo o Caribe. Como muitos desses locais foram encontrados na antiga região de Guanahatabey, no oeste de Cuba, o termo "Ciboney" passou a ser usado para o grupo historicamente conhecido como Guanahatabey. No entanto, isso parece ser um erro; las Casas distinguia entre os Guanahatabey e os Ciboney, que eram um grupo taino ocidental do centro de Cuba sujeito aos chefes orientais.